# Gołąbek plamisty

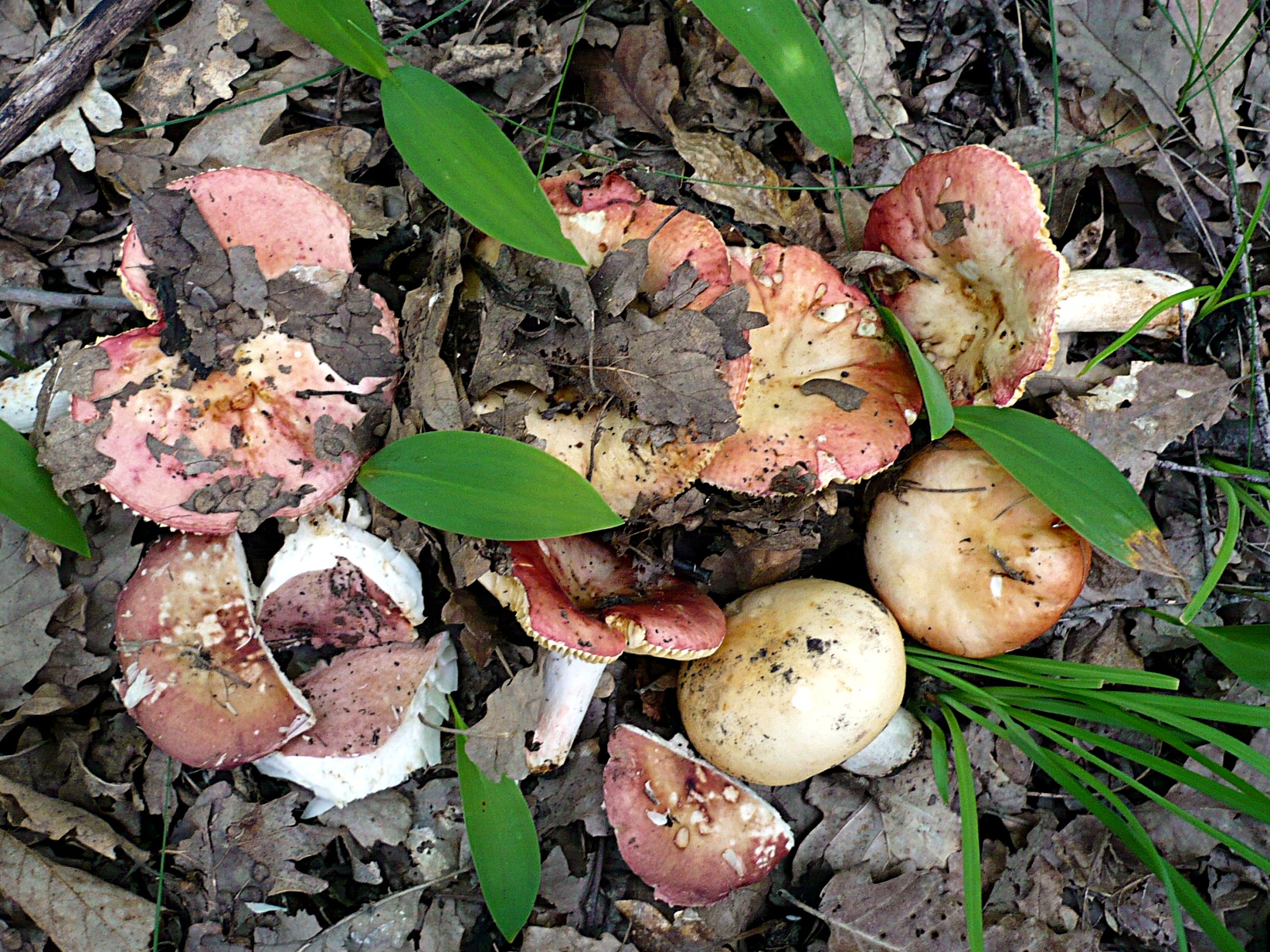

Gołąbek plamisty (Russula maculata Quél.) – gatunek grzybów należący do rodziny gołąbkowatych (Russulaceae).

## Systematyka i nazewnictwo
Pozycja w klasyfikacji według Index Fungorum: Russula, Russulaceae, Russulales, Incertae sedis, Agaricomycetes, Agaricomycotina, Basidiomycota, Fungi.
Po raz pierwszy opisał go w 1877 r. Lucien Quélet i nadana przez niego nazwa naukowa jest aktualna. Ma 10 synonimów. Są nimi wszystkie nazwy nadane jego odmianom i formom oraz Russula globispora (J. Blum) Bon1986 i Russulina maculata (Quél.) F. Kauffman 1909. Polską nazwę nadała Alina Skirgiełło w 1991 r.

## Morfologia
Kapelusz
Średnica 5–10 cm, twardy, mięsisty, początkowo wypukły, następnie spłaszczający się i w końcu szeroko wklęsły. Powierzchnia o barwie od jasnoróżowej do rdzawej lub z licznymi, rudobrązowymi plamami na żółtym, pomarańczowym, czerwonobrązowym tle. Plamy te są ciemniejsze od tła. Skórka zwykle gładka, błyszcząca, dająca się zedrzeć tylko przy brzegu. Brzeg tępy, równy, u starszych okazów krótko karbowany.
Blaszki
Grube, dość gęste, o różnej długości, często anastomozujące lub rozwidlone, przy brzegu kapelusza zaokrąglone, przy trzonie zatokowate, początkowo kremowe, potem żółtoochrowe z cytrynowopomarańczowym odcieniem, z licznymi zmarszczkami.
Trzon
Wysokość 4–8 cm, grubość 1,5–3 cm, jędrny, walcowaty, początkowo pełny, potem watowaty. Powierzchnia gładka, u starszych okazów nieco chropowata, biała, ale czasami różowo nabiegła, u podstawy brązowiejąca, po dotknięciu żółknąca.
Miąższ
Kruchy, dość gruby, biały, ale na powietrzu w kapeluszu przebarwiający się na brudnożółtawo, a w trzonie szarawo. Zapach słaby lub bez zapachu, smak łagodny, tylko w blaszkach nieco ostry. Pod wpływem FeSO4 zmienia barwę na jasnoróżową, w fenolu na brązowopurpurową.
Cechy mikroskopowe
Podstawki 35–50 × 8–14 µm. Bazydiospory 8,2–12 × 7–9 μm, szeroko elipsoidalne lub kuliste, pokryte różnej wielkości brodawkami, albo tworzącymi krótkie grzebienie, albo z cienkimi łącznikami tworzącymi niepełną siateczkę, hilum wyraźne. Cystydy 70–115 × 6–13,5 μm, wrzecionowate z długim kończykiem. Skórka z dermatocystydami w wakuolach zawierającymi dość obfity, pomarańczowy pigment.
Gatunki podobne
Charakterystycznymi cechami gołąbka plamistego są: ciemnorude plamki na kapeluszu, miąższ biały, miejscami brudnożółtawy.

## Występowanie i siedlisko
Występuje w Ameryce Północnej, Europie, Azji i Afryce. Najwięcej stanowisk podano w Europie i jest tu pospolity. W Polsce Władysław Wojewoda w 2003 r. przytoczył 3 stanowiska, w późniejszych latach podano następne.
Naziemny grzyb mykoryzowy występujący w lasach iglastych i liściastych.
Jest grzybem niejadalnym.